# جیمز بالدوین
جیمز آرتور بالدوین (به انگلیسی: James Arthur Baldwin) (۲ اوت ۱۹۲۴ – ۱ دسامبر ۱۹۸۷)، رمان‌نویس، مقاله‌نویس و نمایش‌نامه‌نویس آمریکایی بود که برای علاقه و فصاحتش در موضوع نژاد در آمریکا، به چهره‌ای مهم در آمریکا و اروپای غربی در اواخر دهه ۱۹۵۰ و اوایل دهه ۱۹۶۰ میلادی تبدیل شد.

## زندگی
جیمز بالدوین، در گتوی سیاه‌پوستان هارلم نیویورک و در فقر بزرگ شد. او، نه خواهر و برادر کوچک‌تر از خود داشت. از ۱۴ تا ۱۶ سالگی، در ساعات پس از مدرسه، به عنوان کشیش در کلیسایی کوچک به فعالیت می‌پرداخت. بالدوین بعدها در نخستین رمانش برو روی کوه بگویش (۱۹۵۳) و در نمایش‌نامه‌ای به نام کنج استجابت دربارهٔ آن دوران نوشت.
پس از پایان دبیرستان مدتی به انجام کارهایی با درآمد پایین پرداخت. او در آن زمان به خودآموزی و آموختن ادبیات در محله گرینویچ ویلج نیویورک نیز مشغول بود. در ۱۹۴۸ آمریکا را به مدت هشت سال ترک کرد و به پاریس رفت. اتاق جووانی (۱۹۵۶) دومین رمان او بود که داستانش با موضوعی همجنس‌گرایانه دربارهٔ مرد آمریکایی سفیدپوستی و عشق همزمان او به یک زن و یک مرد در پاریس است. او بین این دو رمان مجموعه‌ای از مقاله‌هایش را با عنوان یادداشت‌های پسری بومی (۱۹۵۵) منتشر کرد.
بالدوین در ۱۹۵۷ به آمریکا بازگشت و به فعالیت در زمینه حقوق مدنی پرداخت که در آن زمان جامعه را درگیر کرده بود. وی کتاب هیچ‌کس نام من را نمی‌داند (۱۹۶۱) را منتشر کرد که مجموعه‌ای از مقاله‌های او دربارهٔ روابط سیاه و سفید بود. در سال ۱۹۶۲ رمان کشوری دیگر را منتشر کرد که در آن به مسائل نژادی و جنسی پرداخت.
مجلهٔ نیویورکر در ۱۷ نوامبر ۱۹۶۲ مقاله‌ای بلند از بالدوین دربارهٔ جنبش تجزیه‌طلبانهٔ مسلمانان سیاه‌پوست و دیگر جنبه‌های مبارزه حقوق مدنی منتشر کرد. این مقاله به صورت کتابی با نام آتش بعدی (۱۹۶۳) چاپ شد و به فروش بالایی دست یافت. این کتاب در ایران با نام آتش بعدی (صدسال آزادی بدون تساوی حقوق) توسط کمال بهروزکیا ترجمه و در سال ۱۳۶۹ خورشیدی منتشر شد. در ۱۹۶۴ نمایش‌نامه مرثیه‌ای برای آقای چارلی او دربارهٔ ظلم نژادپرستانه در برادوی اجرا شد که نقدهای مثبت و منفی دریافت کرد.
اگرچه بالدوین تا پایان زندگی به نوشتن ادامه داد، اما هیچ‌یک از کتاب‌های دیگر او موفقیت و محبوبیت آثار اولیه‌اش را کسب نکردند. مجموعه داستان‌های کوتاه دیدار آن مرد (۱۹۶۵)، رمان‌های اگر خیابان بیل می‌توانست حرف بزند (۱۹۷۴)، درست بالای سر من (۱۹۷۹)، قیمت بلیت (۱۹۸۵) از آثار دیگر او هستند.
مستند من کاکاسیاه تو نیستم که با وام‌گیری از دست‌نوشتهٔ ناتمام جیمز بالدوین ساخته‌شد، در هشتاد و نهمین دوره جوایز اسکار نامزد جایزهٔ بهترین مستند شد.